# James Kerrigan
James Kerrigan (* 25. Dezember 1828 in New York City; † 1. November 1899 in Brooklyn, New York) war ein US-amerikanischer Offizier und Politiker. Zwischen 1861 und 1863 vertrat er den Bundesstaat New York im US-Repräsentantenhaus.

## Werdegang
James Kerrigan genoss eine gute Schulbildung und besuchte das Fordham College (heute Fordham University). Während des Mexikanisch-Amerikanischen Krieges diente er in der Kompanie D des ersten Regiments der New York Volunteer Infanterie. Nach dem Krieg nahm er als Captain an der Filibustering-Expedition von William Walker nach Nicaragua teil und war dort kurze Zeit als Alcalde in der Hauptstadt Managua tätig. Danach kehrte er nach New York City zurück und wurde zum Alderman im sechsten Bezirk gewählt. Er arbeitete auch als clerk am Tombs Police Court. Nach dem Ausbruch des Bürgerkrieges hob er das 25. Regiment der New York Volunteer Infanterie in der Unionsarmee aus, wo er vom 19. Mai 1861 bis zum 21. Februar 1862 als Colonel diente.
Als unabhängiger Demokrat wurde er im Jahr 1860 im vierten Wahlbezirk von New York in das US-Repräsentantenhaus in Washington, D.C. gewählt, wo er am 4. März 1861 die Nachfolge von Thomas J. Barr antrat. Er schied nach dem 3. März 1863 aus dem Kongress aus. Er wurde ein enthusiastisch irischer Nationalist und nach dem die Invasion von Kanada 1866 geplant war, führte er eine Kompanie über die Grenze. Im folgenden Jahr kommandierte er das Schiff (vessel) Erin’s Hope, welches mit Waffen und Munition an der irischen Küste landete. 1899 nahm er an der Expedition nach Alaska teil, allerdings musste er aufgrund eines schlechten Gesundheitszustandes zurückkehren und verstarb am 1. November 1899 in Brooklyn. Sein Leichnam wurde auf dem Saint Raymond’s Cemetery beigesetzt.